# Breakdown (Mariah Carey-dal)
A Breakdown Mariah Carey amerikai énekesnő harmadik kislemeze hetedik, Butterfly című albumáról. A dalt Carey és Bone Thugs-n-Harmony tagjai, Krayzie Bone és Wish Bone írták, akik rappelnek is a dalban, valamint Stevie J. is közreműködött a dal megírásában. A Breakdown arról szól, hogy az énekesnő megpróbál úgy tenni egy szakítás után, mint akinek nem fáj nagyon, de amikor egyedül marad, sír.
A Breakdown volt Carey egyik első hiphop stílusú felvétele, azelőtt főként popénekesként tartották számon. A Bone-Thugs-n-Harmony meglepődött, amikor Carey felkereste őket, hogy írjanak együtt egy dalt. A dal egyike Carey kedvenceinek a saját számai közül, és első válogatásalbuma, a #1’s borítószövegében megemlítette, hogy első igazi válogatásalbumán (a #1’s-t nem tartotta annak) szerepelni fog a dal. A Breakdown azonban ennek ellenére nem került fel a Greatest Hits albumra, mert abban az évben Carey lelki és idegi összeomlást szenvedett a túlfeszített tempójú munkától, és nem érezték volna illőnek, ha felkerül az albumra (a „breakdown” szó jelentése: összeomlás). A 2003-ban megjelent The Remixesre azonban felkerült.

## Fogadtatása
A Breakdown a Butterfly album harmadik kislemezeként jelent meg, mivel azonban Carey épp összeveszett a kiadójával, csak Ausztráliában adták ki, ahol csak mérsékelt sikert aratott, de három hétig a Top 40-ben maradt. A dal egyik remixét elküldték az amerikai rádióállomásoknak, később pedig megjelent dupla A-oldalas kislemezként az album ötödik, kislemezen megjelent dalával, a My All-lal. A Billboard Hot 100 Airplay slágerlistájára felkerült a dal, a Hot R&B/Hip-Hop Airplay és a Rhythmic Top 40 listákon pedig a Top 20-ba jutott.
A dal nagy sikert aratott a Fülöp-szigeteken, az egyik első R&B-hiphopdal lett, ami magasra jutott a slágerlistán. A dal listavezető lett és nagyban hozzájárult a műfaj sikeréhez az országban.

## Videóklip és remixek
A dal klipjét, amit 1990 márciusában kezdtek adni, Carey és Diane Martel rendezték. Careyt kaszinós lányként mutatják benne, és a Bone Thugs-n-Harmony is szerepel a klipben. A dalnak létezik egy másik változata, amiben többet rappelnek, ez a The Mo’ Thugs Remix.

### Hivatalos remixek listája
1. Breakdown (Special Radio Version)
2. Breakdown (Radio Edit feat. Krayzie Bone & Wish Bone)
3. Breakdown (The Mo' Thugs Remix feat. Bone Thugs-N-Harmony)

## Változatok
CD, kazetta kislemez (Ausztrália)
1. Breakdown (Radio Edit feat. Krayzie Bone & Wish Bone)
2. Breakdown (The Mo' Thugs Remix feat. Bone Thugs-N-Harmony)
3. Breakdown (Album version feat. Krayzie Bone & Wish Bone)
4. Honey (Morales Club Dub)
5. Honey (Mo' Honey Dub)

## Helyezések
| Slágerlista (1998)                    | Legmagasabb helyezés |
| ------------------------------------- | -------------------- |
| Ausztrál ARIA kislemezlista           | 38                   |
| Fülöp-szigeteki kislemezlista         | 1                    |
| USA ARC Weekly Top 40                 | 15                   |
| USA Billboard Hot 100 Airplay         | 53                   |
| USA Billboard Hot R&B/Hip-Hop Airplay | 13                   |
| USA Billboard Rhythmic Top 40         | 18                   |